# استان کوبیا
استان کوبیا (به لاتین: Koubia Prefecture) یک منطقهٔ مسکونی در گینه است که در Labé Region واقع شده‌است. استان کوبیا ۲٬۸۰۰ کیلومتر مربع مساحت و ۱۱۴٬۰۰۰ نفر جمعیت دارد.